# Цолдо Алто
Цолдо Алто (итал. Zoldo Alto) је насеље у Италији у округу Белуно, региону Венето.
Према процени из 2011. у насељу је живело 79 становника. Насеље се налази на надморској висини од 1488 м.

## Становништво
| 1936. | 1951. | 1961. | 1971. | 1981. | 1991. | 2001. | 2011. |
| ----- | ----- | ----- | ----- | ----- | ----- | ----- | ----- |
| 2.033 | 2.025 | 1.832 | 1.515 | 1.367 | 1.329 | 1.184 | 999   |